# Contea di Sclafani rosato
Il Contea di Sclafani rosato è un vino DOC la cui produzione è consentita nelle province di Agrigento, Caltanissetta e Palermo.

## Caratteristiche organolettiche
- colore: rosato tenue più o meno carico
- odore: gradevolmente, fine, fruttato, fragrante
- sapore: delicato, armonico, fresco, vivace

## Produzione
Provincia, stagione, volume in ettolitri
- nessun dato disponibile